# Удрицьк (пункт контролю)
51°44′50.1″ пн. ш. 26°44′57.4″ сх. д. / 51.747250° пн. ш. 26.749278° сх. д.
У́дрицьк — пункт пропуску через державний кордон України на кордоні з Білоруссю.
Розташований у Рівненській області, Дубровицький район, поблизу станції Удрицьк в однойменному селі на залізничній гілці Сарни — Лунинець (Білорусь). З білоруського боку знаходиться пункт пропуску «Горинь».
Вид пункту пропуску — залізничний. Статус пункту пропуску — міжнародний.
Характер перевезень — пасажирський, вантажний.
Окрім радіологічного, митного та прикордонного контролю, пункт пропуску «Удрицьк» може здійснювати фітосанітарний та ветеринарний контроль.
Пункт пропуску «Удрицьк» входить до складу митного посту «Дубровиця» Рівненської митниці. Код пункту пропуску — 20401 04 00 (12).

## Галерея

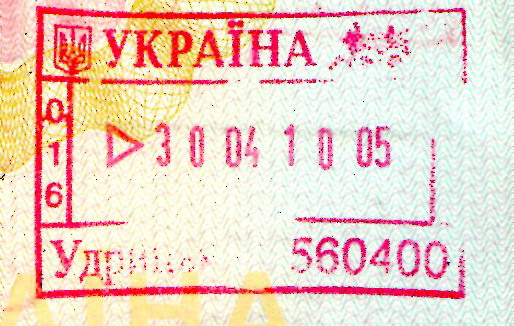
Штамп залізничного пункту пропуску "Удрицьк"
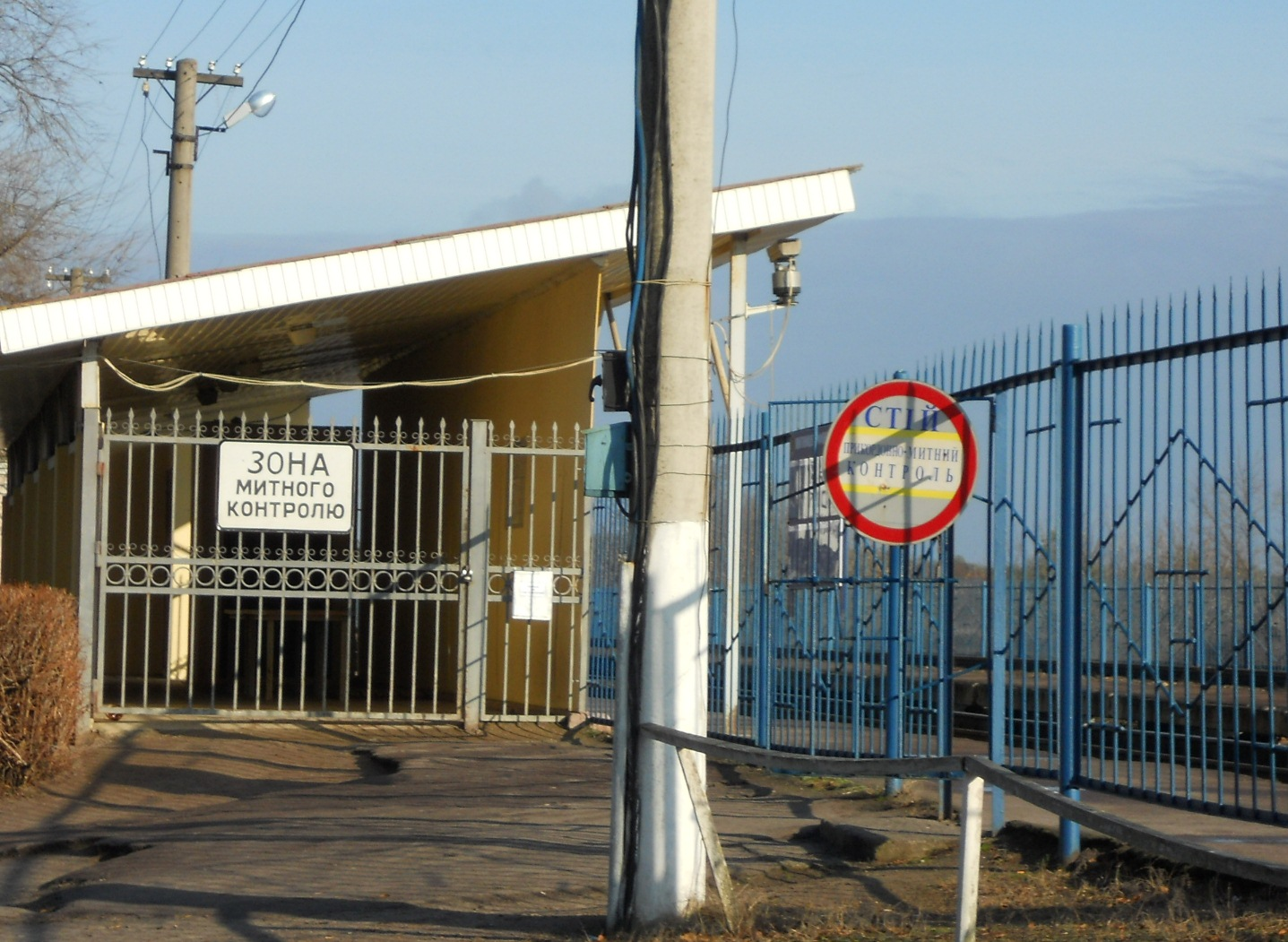
Зона митного конролю